# Lupin III Part IV : L'Aventure Italienne
Pour les articles homonymes, voir Lupin (homonymie).
Lupin III Part IV : L'Aventure italienne (ルパン三世 PART IV, Rupan Sansei Pāto Fō)) est une série télévisée d'animation japonaise produite par Telecom Animation Film. Il s'agit de la cinquième adaptation télévisée d'animation du manga Lupin III créé par Monkey Punch.
La série fut diffusée d'août à novembre 2015 sur Italia 1 en Italie, et entre octobre 2015 et mars 2016 sur Nippon TV au Japon. La série fut diffusée pour la première fois dans les pays francophones le 3 décembre 2015 sur Wakanim. En 2025, la série est rediffusée sur Mangas et bénéficie, dix ans après sa diffusion originale, d'un doublage français.

## Synopsis
L'histoire se déroule principalement en Italie et à St-Marin, bien que certains épisodes se situent partiellement ailleurs (par exemple, en France ou au Japon).

## Fiche technique
- Titre original : ルパン三世 PART IV
- Titre français : Lupin III Part IV : L'Aventure Italienne
- Réalisation : Kazuhide Tomonaga, Yūichirō Yano
- Scénario : Yūya Takahashi, d'après le manga Lupin III de Monkey Punch
- Musique : Yuji Ohno
- Character Design : Hisao Yokobori
- Société de production : Telecom Animation Film
- Pays de production : Japon
- Langue originale : japonais
- Format : couleur
- Nombre d'épisodes diffusés
  - Japon : 24
  - Italie: 26
- Durée : 30 minutes
- Dates de première diffusion :
  - Italie : 30 août 2015
  - Japon : 1er octobre 2015
  - France : 3 décembre 2015 (VOSTFR), 20 avril 2025 (VF)

## Distribution

### Voix originales
- Kanichi Kurita : Arsène Lupin III
- Kiyoshi Kobayashi : Daisuke Jigen
- Daisuke Namikawa : Goemon Ishikawa XIII
- Miyuki Sawashiro : Fujiko Mine
- Kōichi Yamadera : Koichi Zenigata
- Yukiyo Fujii : Rebecca Rossellini
- Shunsuke Sakuya : Justin Person (Agent Nyx)
- Jin Yamanoi : Robson Zuccoli
- Eiji Hanawa : Kō Uraga
- Shinshū Fuji : Percival Gibbons
- Kazuhiko Inoue : Léonard de Vinci

### Voix françaises
- Maxime Donnay : Arsène Lupin III
- Michel Hinderyckx : Daisuke Jigen
- Jean-François Rossion : Goemon Ishikawa
- Valérie Muzzi : Fujiko Mine
- Robert Dubois : Koichi Zenigata
- Béatrice Wegnez : Rebecca Rossellini
- Nicolas Matthys : Justin Person (Agent Nyx)
- Franck Dacquin : Robson Zuccoli
- Stany Manaert : Percival Gibbons
- Laurent Bonnet : Léonard de Vinci

Version Française : VSI Group
Direction artistique : Xavier Percy, Michael Bodart 
Adaptateurs : Sophie Servais, Laurie Verbeke, Cécile Coudert

## Épisodes
1. Le Mariage de Lupin III
2. Le Mensonge du champion
3. Chance de survie : 0,2%
4. Une arme dans mes mains
5. La Main gauche du magicien
6. Les Morts de Venise
7. Jusqu'à la fin de la pleine Lune
8. Opération Zapping
9. Bienvenue à l'hôtel hanté
10. Le Requiem des assassins
11. Le Philtre cochon
12. Le Rêve d'Italie, première partie
13. Le Rêve d'Italie, deuxième partie
14. La Fin de Lupin III
15. Ne touchez pas à la Joconde
16. Opération infiltration au lycée !
17. Les Vacances de Lupin
18. Le Pantin meurtrier
19. Le Premier Repas
20. Le Sommeil tranquille du dragon
21. Entendre ton chant encore une fois
22. Bons baisers du Japon
23. Rendez-vous sans escale
24. Lupin, tu es à moi !
25. Dissection du monde, première partie
26. Dissection du monde, deuxième partie

Source des titres francophones : JustWatch
Les épisodes Les Morts de Venise et Rendez-vous sans escale sont sortis comme OVA au Japon, et en France,.

## Production
La série a été annoncée au MIPCOM à Cannes en octobre 2014 pour être diffusée dès printemps 2015 en Italie, mais fut délayée pour août. La série fut produite par Telecom Animation Film, avec un vétéran de la franchise, Kazuhide Tomonaga, servant en tant que réalisateur chef et Yoichiro Yano à la réalisation avec des scripts de Yūya Takahashi. Yuji Ohno retourna en tant que compositeur de la série. L'objectif de Tomonaga était de mélanger les éléments opposés de la franchise et de les combiner en une série à la fois dure-à-cuire et comique, réaliste et fantastique.

## Diffusion
La première mondiale de la série eut lieu en Italie le 30 août 2015 sur les chaînes Italia 1 et Italia 1 HD, tandis qu'une avant-première eut lieu au cinéma Concordia à St-Marin le 29 août 2015. La première japonaise fut le 1er octobre 2015 sur NTV et la série devint disponible sur J:Com et Hulu au Japon le 21 octobre,. 26 épisodes furent diffusés en Italie contre 24 au Japon.
La chanson-thème principale de la version italienne de la série, « Lupin, un ladro in vacanza » (Lupin, un voleur en vacances), est interprétée par le rappeur italien Moreno avec Giorgio Vanni. Celle de la version japonaise de la série, « Theme from Lupin III 2015 », fut composée par Yuji Ohno et interprétée par You & The Explosion Band. Le thème de fin de la version japonaise de l'anime, "I Won't Love You if You Don't Say It Right" (ちゃんと言わなきゃ愛さない, Chanto Iwanakya Aisanai), est interprété par la chanteuse d'enka Sayuri Ishikawa et contient des paroles écrites par Tsunku. Il fut distribué au Japon sous la forme d'un single avec des chansons additionnelles le 1er octobre 2015.
La série a été distribuée en DVD et en Blu-ray par VAP au Japon entre le 23 décembre 2015 et le 20 juillet 2016. En France, les versions DVD et Blu-Ray sont distribuées par @Anime,.
Crunchyroll débute la diffusion en streaming de la série sous le nom de Lupin the Third: Part 4 le 7 janvier 2016. Tous les épisodes diffusés au Japon ont été ajoutés au même moment. La série fut licenciée par @Anime pour les marchés britanniques et français, et par Discotek Media pour le marché nord-américain. La version doublée en anglais, qui fut réalisée par Richard Epcar et Ellyn Stern,, débuta sa diffusion aux États-Unis sur Toonami le 18 juin 2017 et finit le 21 janvier 2018. Le doublage (créé en tant qu'adaptation de la version italienne) ainsi que la version originale japonaise de la série ont été distribués en vidéo maison séparément dans les marchés anglophones en raison des différences entre les deux versions. Selon @Anime, ces différences présentes dans les deux montages vidéo faisait qu'il était « simplement impossible d'inclure les deux options de langage » sur un seul ensemble. Discotek distribua la version anglophone en Amérique du Nord sur Blu-ray le 29 mai 2018 et sur DVD le 26 juin 2018, tandis que la version sous-titrée sortit sur Blu-ray le 30 avril 2019. Le 1er juillet 2017, Funimation commença lui-aussi à diffuser en streaming un simuldub de la série avec des épisodes en diffusion chaque dimanche.

## Manga
Une adaptation en manga par Naoya Hayakawa débute sa publication le 28 décembre 2015. Prénommée Lupin the Third Italiano (ルパン三世 ITALIANO, Rupan Sansei Itariāno), quatre volumes ont été publiés par Futabasha en date du 28 novembre 2016.

## Accueil
Daryl Surat du magazine Otaku USA fait référence à l’anime comme étant la « grande unification des styles Lupin » en raison de la combinaison d'éléments provenant de différentes ères de la franchise; « un peu dangereuse comme les originaux, un peu idiote comme le Lupin 'veste rose' des années 1980, un peu bizarre comme Une femme nommée Fujiko Mine, un peu 'gentleman-cambrioleur avec un cœur d'or' comme l'interprétation Cagliostro d'Hayao Miyazaki. »